# Rolando Escobar
Rolando Emilio Escobar Batista (Panama, 24 ottobre 1981) è un ex calciatore panamense, di ruolo centrocampista.

## Carriera

### Club
Ha giocato nel campionato panamense, colombiano e statunitense.

### Nazionale
Con la maglia della Nazionale ha collezionato 37 presenze tra il 2003 e il 2015.